# Layar

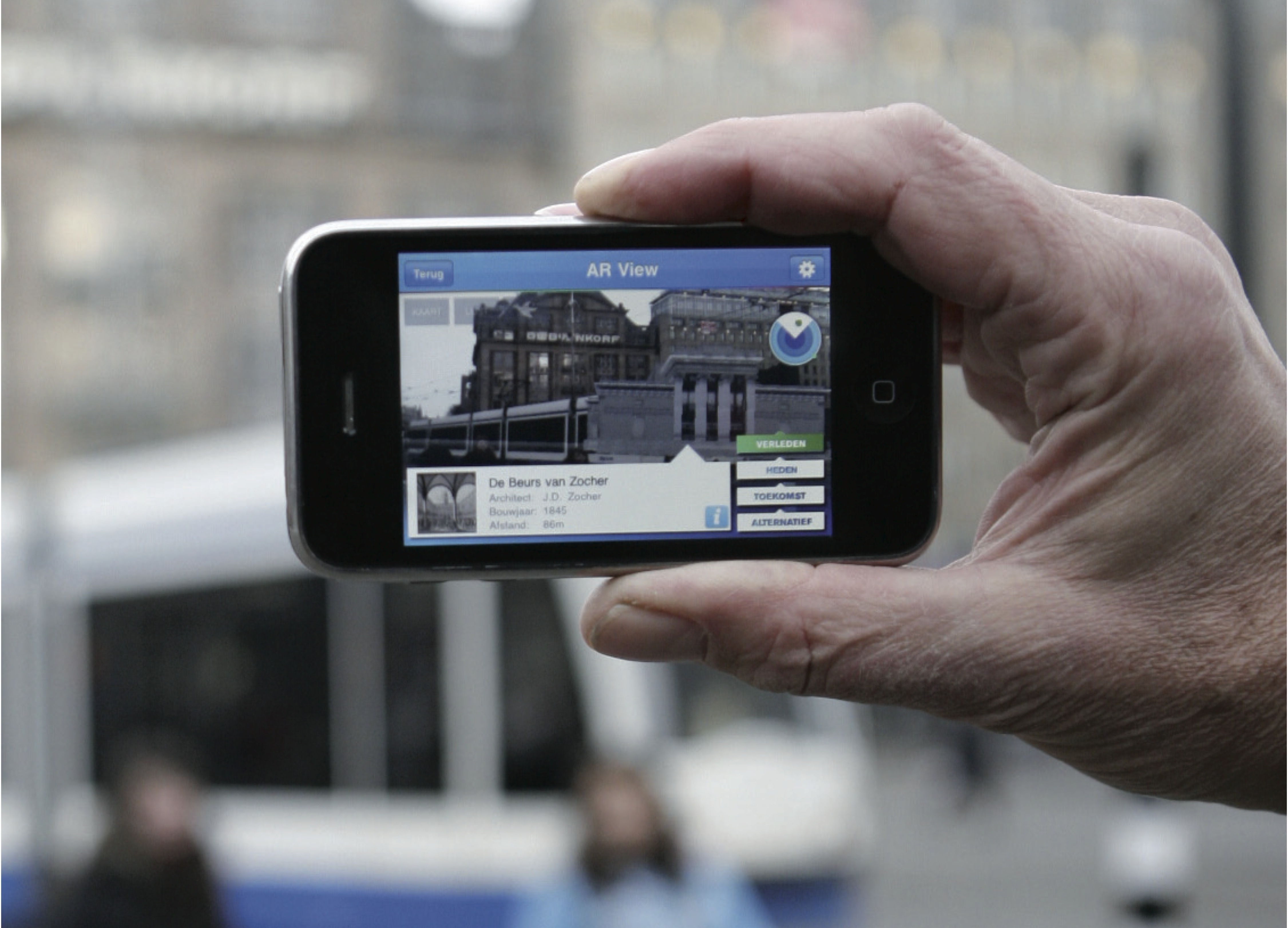
De layar van het NAi gedemonstreerd

Layar is een in Nederland opgericht bedrijf dat mobiele toepassingen voor augmented reality maakt. Layar werd opgericht in 2009 door Raimo van der Klein, Claire Boonstra en Maarten Lens-FitzGerald. Zij ontwierpen een mobiele browser Layar, waarmee gebruikers op hun mobiele telefoon een visuele laag over de werkelijkheid heen kunnen zien, gebaseerd op augmented reality-technologie.
Op 1 september 2010 selecteerde het World Economic Forum het bedrijf als een Technology Pioneer voor 2011.
Na een zoektocht van enkele jaren naar een succesvol business model werd Layar in 2014 verkocht aan het Amerikaanse Blippar.

## Technologie
De browser maakt gebruik van:
- ingebouwde camera;
- kompas;
- gps;
- accelerometer.

Deze worden samen gebruikt om de plaats en de kijkrichting te bepalen. Daaruit worden verschillende gegevens als een laag boven op het camerabeeld geplaatst.
Het programma is beschikbaar voor iPhone, Android en Symbian.

## Inhoud
Data in de browser komt in de vorm van lagen of layers. Layers zijn REST-webservices die points of interest in de buurt van de gebruiker opzoeken met hun locatie. Layers worden ontwikkeld en onderhouden door andere bedrijven met behulp van een gratis API. Layar is als bedrijf verantwoordelijk voor de validatie alvorens de layer gepubliceerd wordt.
In juli 2010 had Layar 1000 lagen.